# 朱存
朱存（9世纪？—879年），中国五代十国后梁开国皇帝朱温的二哥，追封朗王。
朱温年少时父亲朱诚去世且贫困，与哥哥朱全昱、朱存随母亲王氏依靠萧县刘崇家为生。黄巢之乱朱存与朱温一起参与黄巢军，879年，在广州战死。907年，朱全忠取代唐朝即位後梁皇帝，910年追贈二哥为朗王。二子：朱友寧、朱友倫。

## 延伸阅读
[在维基数据编辑]
 《新五代史·卷13》，出自歐陽修《新五代史》